# Film portoghesi proposti per l'Oscar al miglior film straniero
A partire dagli anni ottanta il Portogallo ha sottoposto film per la categoria del miglior film straniero ai Premi Oscar.
Ad oggi nessun film portoghese è stato candidato al Premio. Per otto volte sono stati scelti film di Manoel de Oliveira.
| Anno | Film                                                        | Regia                              | Risultato     |
| ---- | ----------------------------------------------------------- | ---------------------------------- | ------------- |
| 1981 | Manhã Submersa                                              | Lauro António                      | Non candidato |
| 1983 | Francisca                                                   | Manoel de Oliveira                 | Non candidato |
| 1984 | Sem Sombra de Pecado                                        | José Fonseca e Costa               | Non candidato |
| 1985 | O Lugar do Morto                                            | António-Pedro Vasconcelos          | Non candidato |
| 1986 | Ana                                                         | Margarida Cordeiro e António Reisn | Non candidato |
| 1989 | Tempi difficili (Tempos Difíceis)                           | João Botelho                       | Non candidato |
| 1990 | I cannibali (Os Canibais)                                   | Manoel de Oliveira                 | Non candidato |
| 1991 | O Processo do Rei                                           | João Mário Grilo                   | Non candidato |
| 1992 | O Sangue                                                    | Pedro Costa                        | Non candidato |
| 1993 | Giorno della disperazione (O Dia do Desespero)              | Manoel de Oliveira                 | Non candidato |
| 1994 | La valle del peccato (Vale Abraão)                          | Manoel de Oliveira                 | Non candidato |
| 1995 | Três Palmeiras                                              | João Botelho                       | Non candidato |
| 1996 | La commedia di Dio (A Comédia de Deus)                      | João César Monteiro                | Non candidato |
| 1998 | Viaggio all'inizio del mondo (Viagem ao Princípio do Mundo) | Manoel de Oliveira                 | Non candidato |
| 1999 | Inquietudine (Inquietude)                                   | Manoel de Oliveira                 | Non candidato |
| 2000 | Os Mutantes                                                 | Teresa Villaverde                  | Non candidato |
| 2001 | Tarde Demais                                                | José Nascimento                    | Non candidato |
| 2002 | Camarate                                                    | Luís Filipe Rocha                  | Non candidato |
| 2003 | O Delfim                                                    | Fernando Lopes                     | Non candidato |
| 2004 | Un film parlato (Um Filme Falado)                           | Manoel de Oliveira                 | Non candidato |
| 2005 | O Milagre segundo Salomé                                    | Mário Barroso                      | Non candidato |
| 2006 | Noite Escura                                                | João Canijo                        | Non candidato |
| 2007 | Alice                                                       | Marco Martins                      | Non candidato |
| 2008 | Bella sempre (Belle Toujours)                               | Manoel de Oliveira                 | Non candidato |
| 2009 | Aquele Querido Mês de Agosto                                | Miguel Gomes                       | Non candidato |
| 2010 | Um Amor de Perdição                                         | Mário Barroso                      | Non candidato |
| 2011 | Morrer Como Um Homem                                        | João Pedro Rodrigues               | Non candidato |
| 2012 | José e Pilar                                                | Miguel Gonçalves Mendes            | Non candidato |
| 2013 | Sangue do Meu Sangue                                        | João Canijo                        | Non candidato |
| 2014 | Linhas de Wellington                                        | Valeria Sarmiento                  | Non candidato |
| 2015 | E Agora? Lembra-me                                          | Joaquim Pinto                      | Non candidato |
| 2016 | Le mille e una notte - Arabian Nights (As Mil e uma Noites) | Miguel Gomes                       | Non candidato |
| 2017 | Cartas da Guerra                                            | Ivo M. Ferreira                    | Non candidato |
| 2018 | São Jorge                                                   | Marco Martins                      | Non candidato |
| 2019 | Peregrinação                                                | João Botelho                       | Non candidato |
| 2020 | A herdade                                                   | Tiago Guedes                       | Non candidato |
| 2021 | Vitalina Varela                                             | Pedro Costa                        | Non candidato |
| 2022 | A Metamorfose dos Pássaros                                  | Catarina Vasconcelos               | Non candidato |
| 2023 | Alma Viva                                                   | Cristèle Alves Meira               | Non candidato |
| 2024 | Mal Viver                                                   | João Canijo                        | Non candidato |

| Non candidato | Il film è stato proposto dal Portogallo, ma non è stato candidato dall'Academy of Motion Picture Arts and Sciences. |
| Short-list    | Il film è entrato nella "short-list" stilata a gennaio dei nove candidati per l'Oscar al miglior film straniero.    |
| Candidato     | Il film è entrato a far parte dei cinque candidati per l'Oscar al miglior film straniero.                           |
| Vincitore     | Il film ha vinto l'Oscar al miglior film straniero.                                                                 |